# Sint-Niklaashoeve
De Sint-Niklaashoeve, voorheen Hof ter Heide is een landelijk gelegen hoeve in Grimbergen. Het is een restant van een semi-gesloten hoeve van 1767 op een oudere site die minstens opklimt tot de 14de eeuw.
Ten oosten van de hoeve bevindt zich een bakhuis.
In de tweede helft van de 19de eeuw werd het hof van 15 hectaren, 35 aren en 20 centiaren uitgebaat door de familie Leemans en dit tot minstens de jaren 1950. Later werd de Sint-Niklaashoeve aangekocht door ridder Albert Thys (1912-1981) om onder meer zijn rijke collectie koetsen onder te brengen. Hijzelf bewoonde het nabijgelegen Lintkasteel. De inrichting van de paardenstallen naast het woonhuis dateert uit de tweede helft van de 20ste eeuw en gebeurde in opdracht van Ridder Thijs.